# Lillsjön (Laxsjö socken, Jämtland, 708756-144582)
Lillsjön är en sjö i Krokoms kommun i Jämtland och ingår i Indalsälvens huvudavrinningsområde. Sjön har en area på 0,0751 kvadratkilometer och ligger 462,8 meter över havet.

## Delavrinningsområde
Lillsjön ingår i det delavrinningsområde (708621-144508) som SMHI kallar för Utloppet av Tuvattnet. Medelhöjden är 460 meter över havet och ytan är 14,3 kvadratkilometer. Räknas de 2 avrinningsområdena uppströms in blir den ackumulerade arean 33,93 kvadratkilometer. Hökvattsån (Lillånån) som avvattnar avrinningsområdet har biflödesordning 3, vilket innebär att vattnet flödar genom totalt 3 vattendrag innan det når havet efter 265 kilometer. Avrinningsområdet består mestadels av skog (71 procent). Avrinningsområdet har 1,89 kvadratkilometer vattenytor vilket ger det en sjöprocent på 13,2 procent.